# Dalwhinnie (Schottland)
Dalwhinnie (gälisch: Dail Chuinnidh) ist ein Dorf in der schottischen Council Area Highland. Es liegt etwa 60 km südwestlich von Inverness und 70 km nordwestlich von Perth.
Klimatisch gehört Dalwhinnie zu den kältesten bewohnten Orten in Schottland. Die mittlere Jahrestemperatur beträgt lediglich 6,3 °C.
Seit 1897 ist die Whiskybrennerei Dalwhinnie dort ansässig. Bei dieser handelt es sich um die höchstgelegene aktive Whiskybrennerei in Schottland. Eigentümer ist derzeit der internationale Konzern Diageo.

## Verkehr
Dalwhinnie liegt nördlich des Pass of Drumochter an der bedeutenden Fernverkehrsstraße A9, die Edinburgh mit Thurso verbindet. Von dieser zweigt die A889 ab, die eine Querverbindung zur schottischen Westküste herstellt. Ferner besitzt Dalwhinnie seit 1863 einen eigenen Bahnhof an der Highland Main Line, der von First ScotRail betrieben und bedient wird. Historisch war dieser Bahnhof für die Bewohner der Umgebung bedeutend, da er zum Abtransport der Schafe zu den Viehmärkten benötigt wurde.

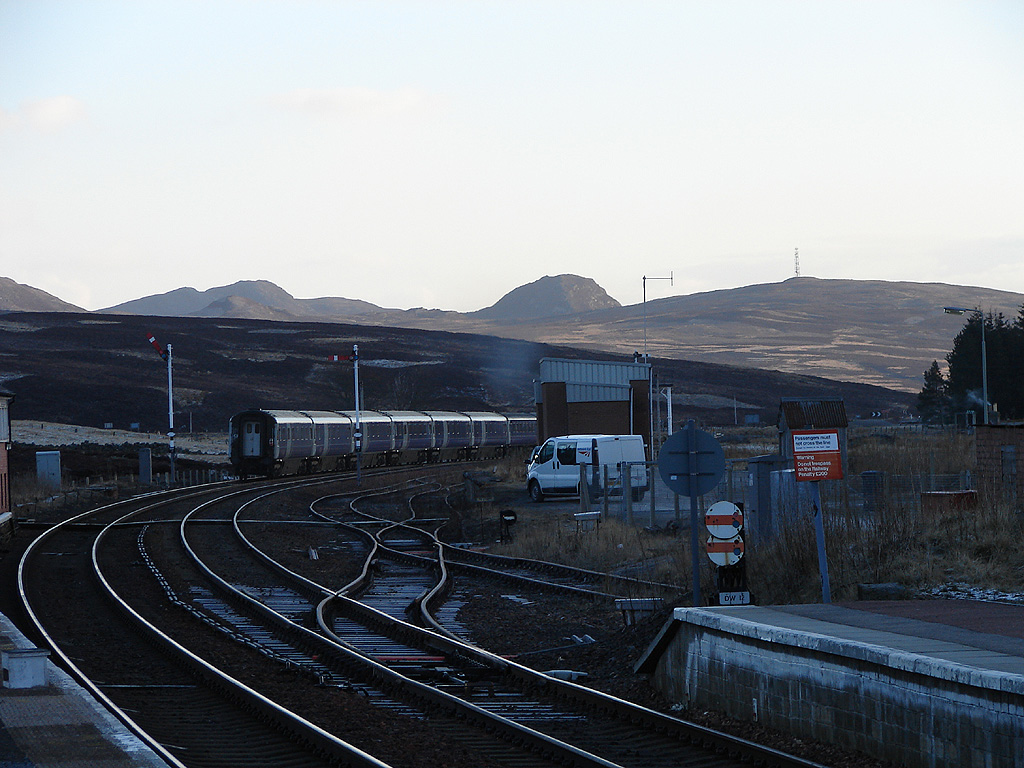
Bahnhof von Dalwhinnie
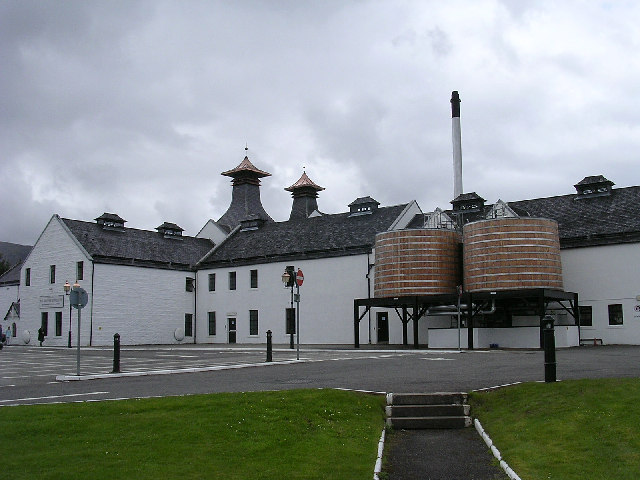
Dalwhinnie-Brennerei
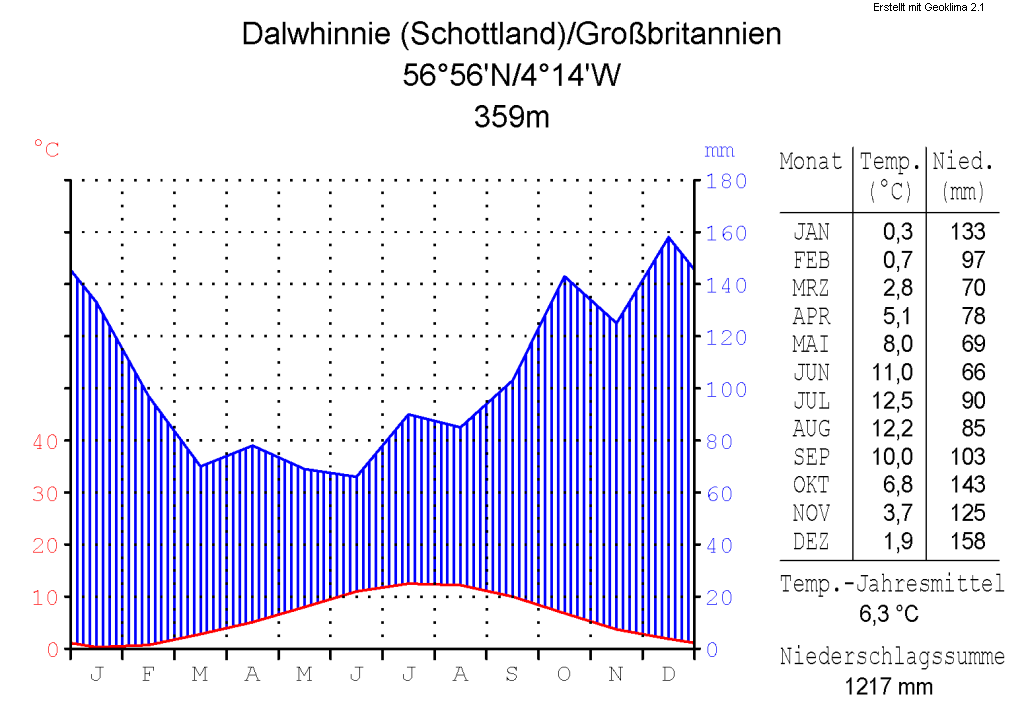
Klimadiagramm von Dalwhinnie